# Chiesa di Tabán
La chiesa di Tabán dedicata a santa Caterina d'Alessandria è un luogo di culto cattolico situato nel quartiere di Tabán, a Budapest, in Ungheria. È sede dell'omonima parrocchia.

## Storia e descrizione
Nel luogo in cui sorge l'attuale chiesa ne era presente una già nel Medioevo, che fu successivamente trasformata in moschea in seguito alla conquista della città da parte dei Turchi. La moschea fu infine distrutta. Una seconda chiesa fu costruita fra il 1728 e il 1736, periodo in cui gli Asburgo avevano conquistato il potere sulla città, su progetto di Keresztély Obergruber. Il campanile fu aggiunto nella metà del XVIII secolo per opera di Mátyás Nepauer. Nel 1881 la facciata fu ingrandita e il campanile abbellito con una cupola neobarocca.
All'interno della chiesa, nel coro, si trova una copia della scultura del Cristo di Tabán, risalente al XII secolo (l'originale si trova nel Museo storico di Budapest). L'altare, il pulpito e i dipinti che decorano le pareti risalgono al XIX secolo.